# Masdevallia platyglossa
Masdevallia platyglossa är en orkidéart som beskrevs av Heinrich Gustav Reichenbach. Masdevallia platyglossa ingår i släktet Masdevallia och familjen orkidéer. Inga underarter finns listade i Catalogue of Life.

## Bildgalleri

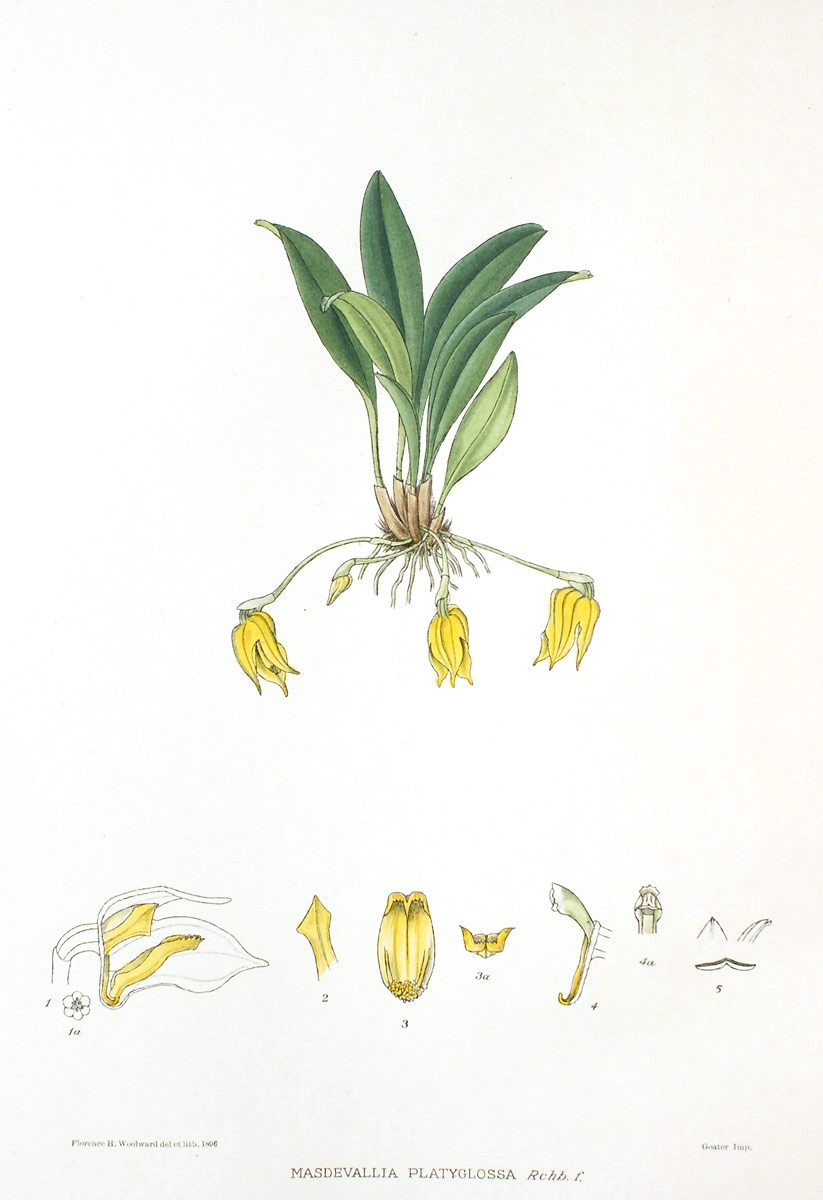